# Phonapate fimbriata
Phonapate fimbriata är en skalbaggsart som beskrevs av Pierre Lesne 1909. Phonapate fimbriata ingår i släktet Phonapate och familjen kapuschongbaggar. Inga underarter finns listade i Catalogue of Life.